# Hosaena
Hosaena – miasto w Etiopii, w stanie Jedebub Byhierocz, Byhiereseboczynna Hyzbocz. Według danych szacunkowych na rok 2015 liczy 133 800 mieszkańców.